# Donauquelle

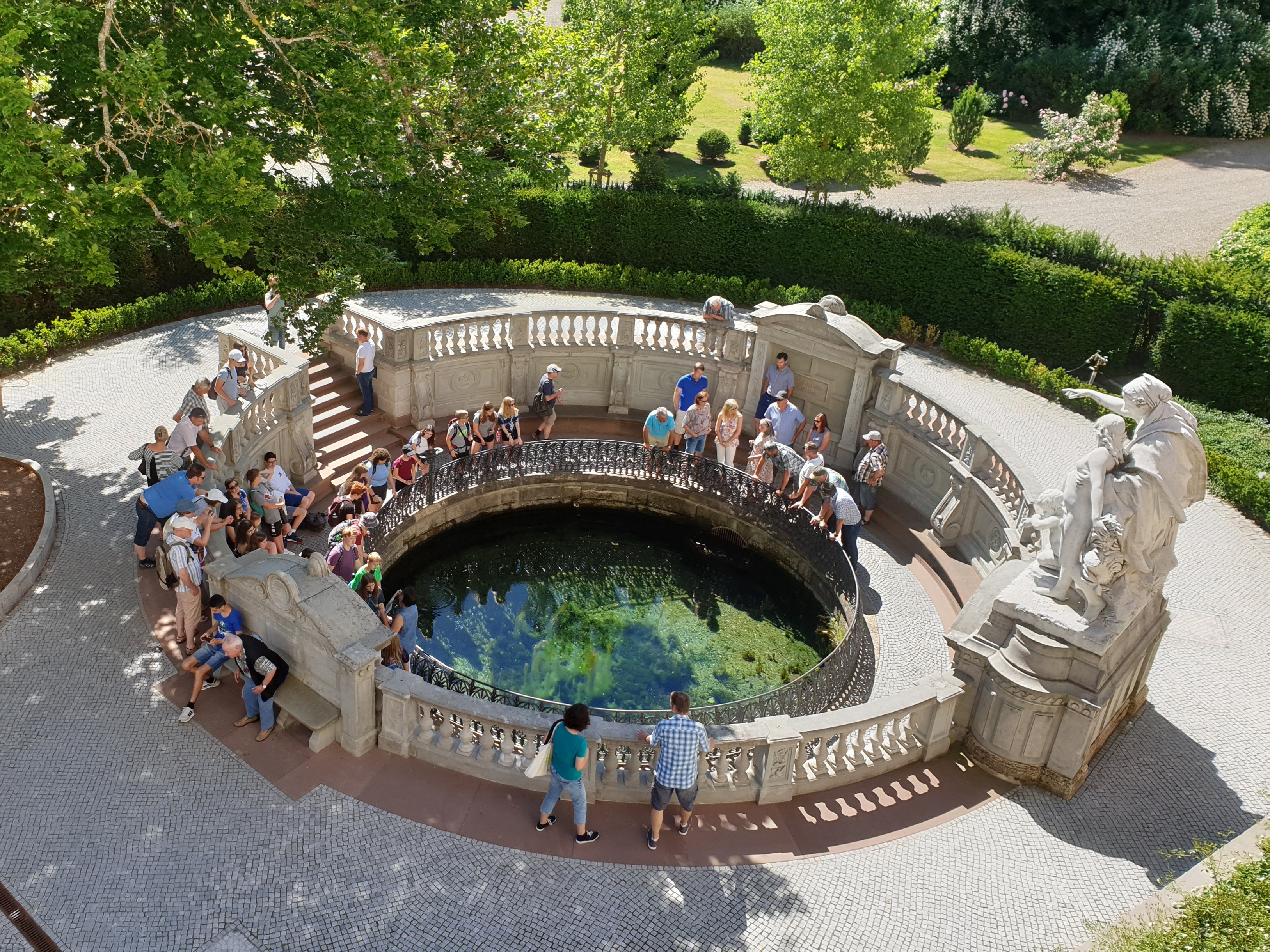
Donaubachquelle in Donaueschingen (historische Donauquelle)

Nach allgemeiner Auffassung entsteht die Donau etwa 1,5 km östlich des Zentrums von Donaueschingen durch den Zusammenfluss der beiden Quellflüsse Brigach und Breg. Ein Merkspruch hierzu lautet: „Brigach und Breg bringen die Donau zuweg“. Als Donauquelle werden jedoch auch mindestens zwei echte Quellen bezeichnet; symbolisch die des Donaubachs in Donaueschingen und hydrologisch die des größeren Quellflusses Breg an der Martinskapelle bei Furtwangen.

## Bedeutung der Donauquelle

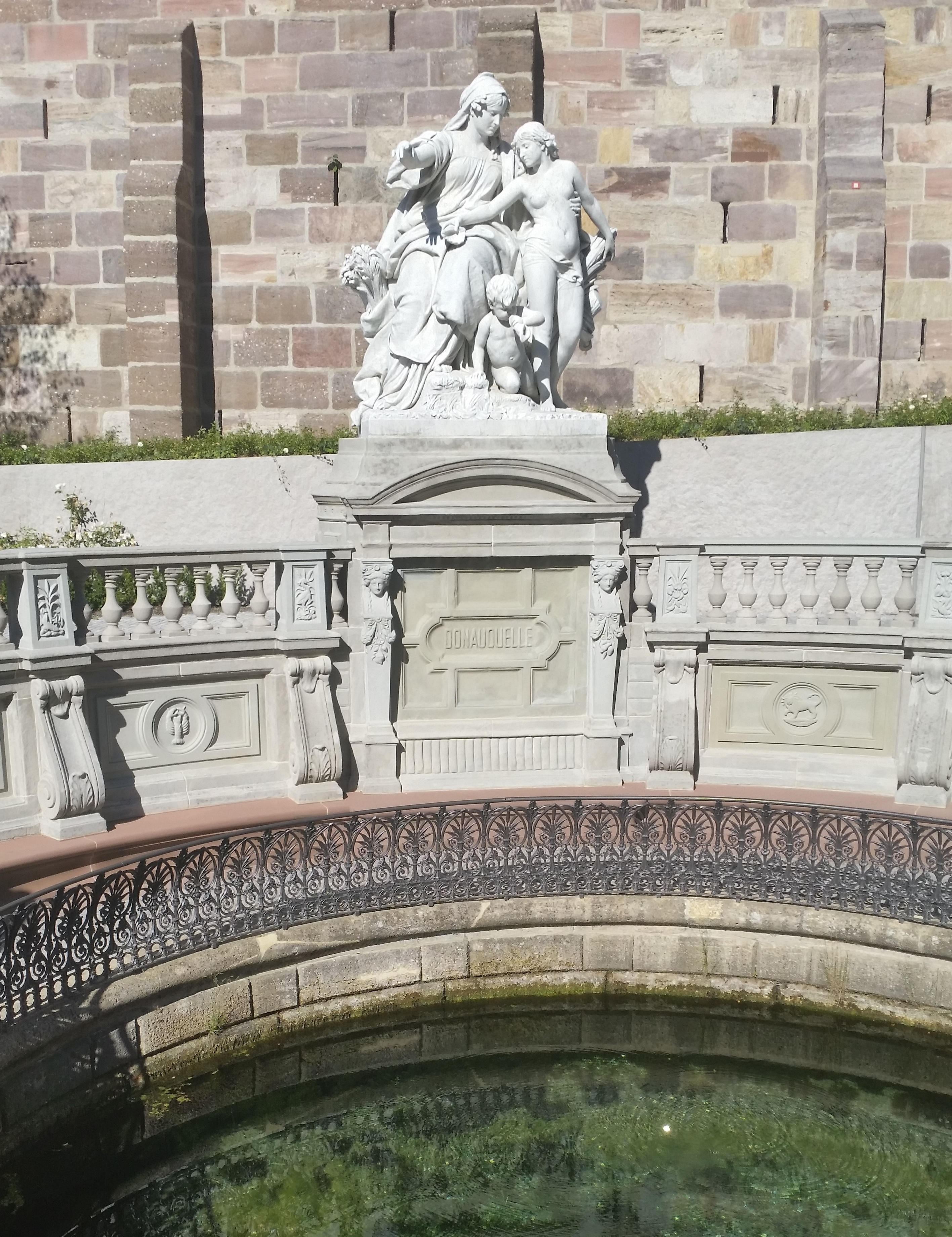
Die Figurengruppe der Mutter Baar von Adolf Heer an der Donauquelle in Donaueschingen

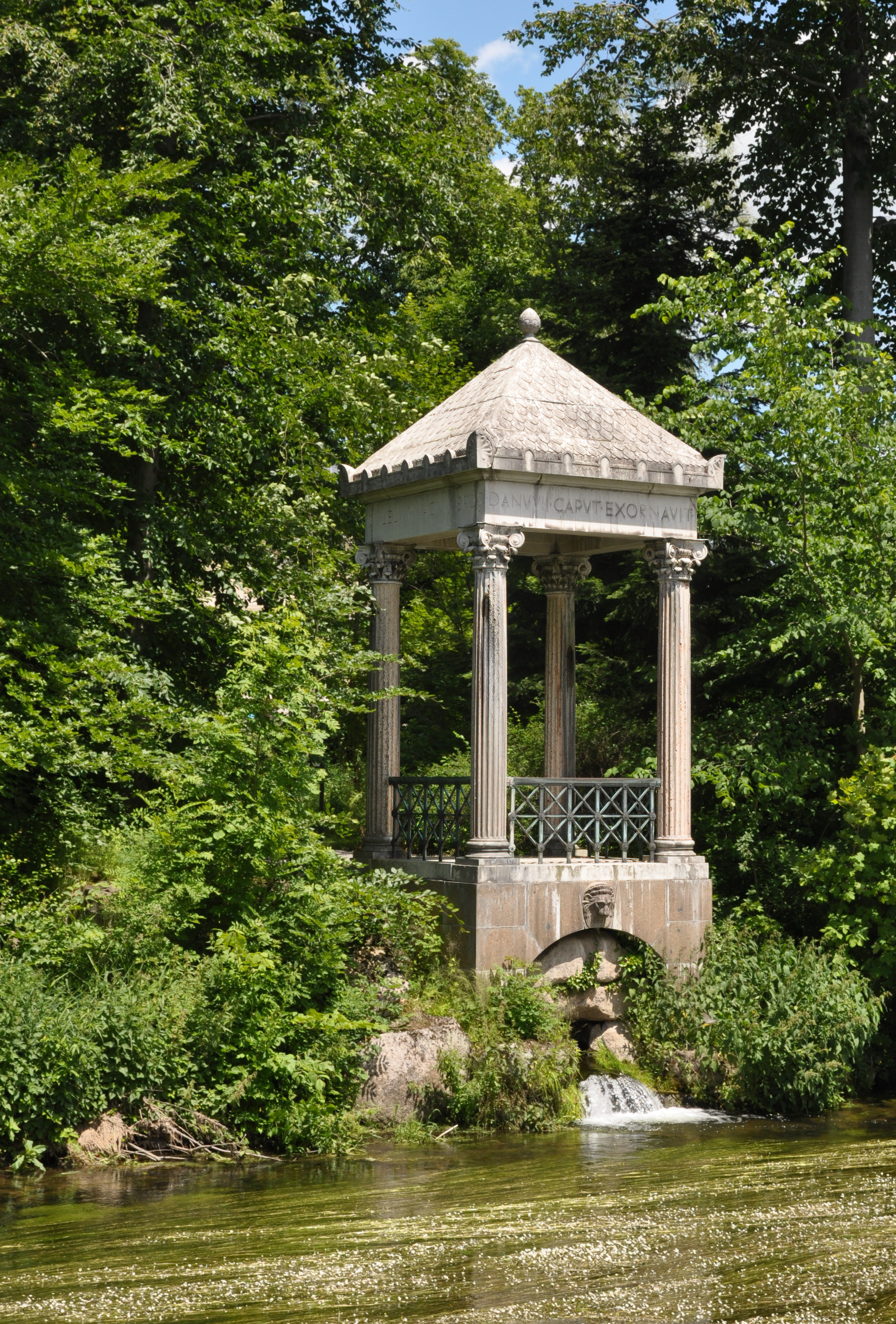
Donautempel am Ausfluss des Donaubachs in die Brigach, 1910 unter der Leitung von Franz Schwechten im Auftrag von Wilhelm II. errichtet

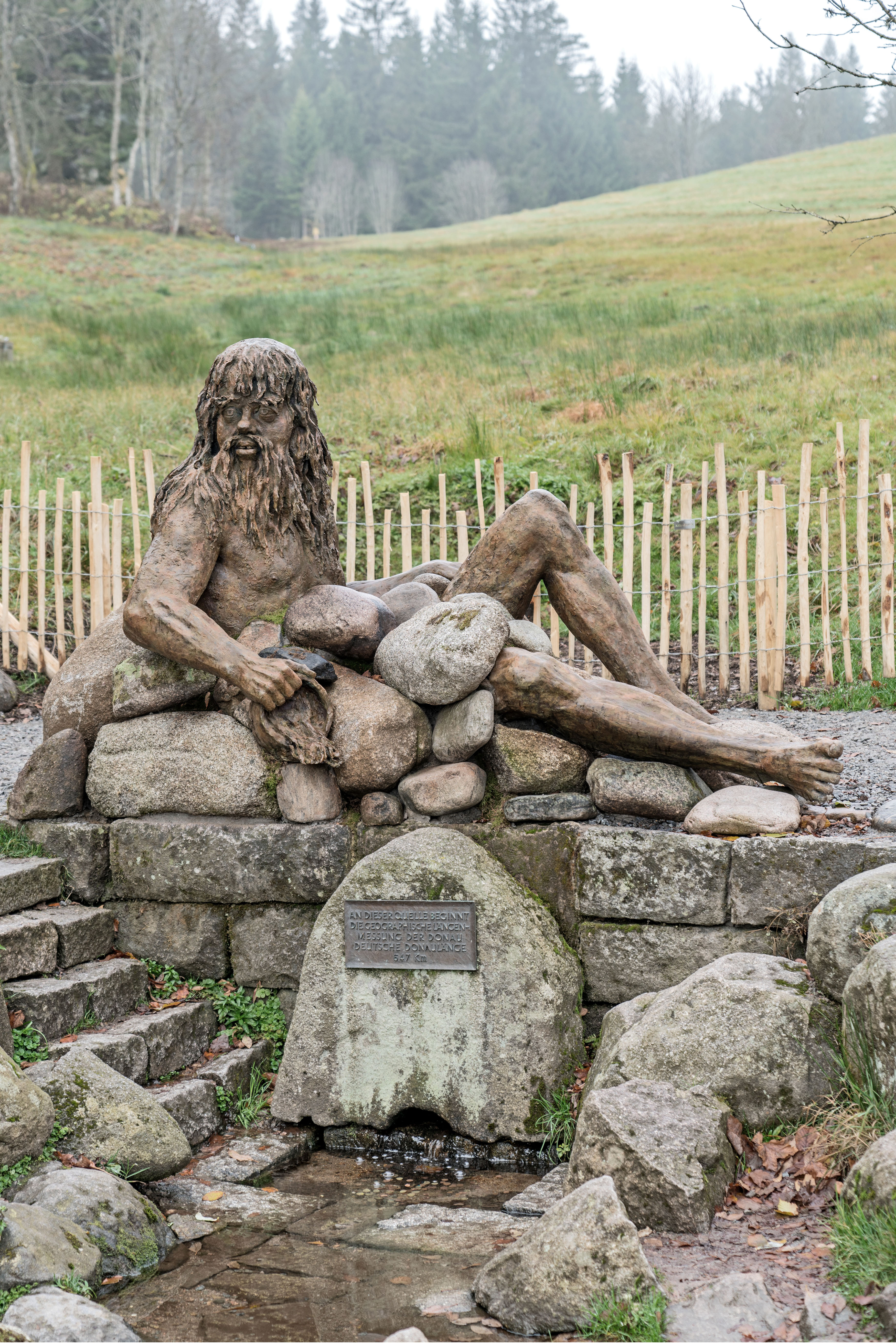
Bregquelle (Donauursprung) bei Furtwangen mit der 2017 geschaffenen Danuvius-Figur von Bildhauer Wolfgang Eckert

Gedenktafel an der Bregquelle, 2857 Flusskilometer oberhalb der Mündung

Das Wasser von Flüssen sammelt sich aus einer kaum überschaubaren Anzahl von Quellgerinnen, die sich nach und nach vereinigen. Der Hauptstrang eines solchen Flusssystems ergibt sich an den vielen Vereinigungspunkten durch den, flussaufwärts verfolgt, jeweils größeren Fluss, und damit auch die Quelle des gesamten Flusses. Ein Hauptstrang wird manchmal auch über weitere Merkmale definiert wie Länge, Einzugsgebiet oder, die Namensgebung nicht weniger Flüsse aufgreifend, eine gleich bleibende Fließrichtung.
Seit jeher haben besondere Quellen, etwa durch ihre Größe oder durch ihre Lage am Anfang eines bedeutenden Fluss-Hauptstranges, auch eine mythologische Bedeutung gehabt, was sich in Quellheiligtümern zeigt oder in der Verehrung von Quellnymphen. Auch bei der Quelle des mächtigsten Stromes im Römischen Reich war dies der Fall; die (nach Tacitus) den weichen, sanft erhöhten Kammlagen des Abnoba-Gebirges entströmte Donau scheint man unter der Obhut der Göttin des Bergwaldes Abnoba, hier als Quell- und Flussgottheit, gesehen zu haben.
Im Gegensatz zur mythologischen Rolle ist die hydrologische Bedeutung der Donauquellen ungewöhnlich gering, da die Donau ober- und unterhalb von Tuttlingen einen so bedeutenden Teil ihres Wassers an das Rheinsystem verliert, dass sie dort die meiste Zeit des Jahres trockenfällt (Donauversinkung), insofern bei Ulm – gewässerkundlich betrachtet – zum Nebenfluss der wesentlich wasserreicheren Iller wird und schließlich in Passau auch noch vom Inn übertroffen wird.

## Die Donauquellen

### Quelle des Donaubachs
Der Donaubach entspringt im Fürstlich Fürstenbergischen Schlossgarten in Donaueschingen an einer Ecke des Schlosses in einer kunstvoll gefassten Karst-Aufstoß-Quelle mit einer Schüttung von 60 bis 120 l/s und mündet nach 100 Metern unterirdischen Laufs in die Brigach, die sich 1,4 km weiter mit der Breg zur Donau vereinigt. Die Quelle des Donaubachs ist eine von 22 Quellen im Umfeld des Zusammenflusses, die sich aus oberhalb versickertem Wasser der Donauquellflüsse und versickerten Niederschlägen des verkarsteten Muschelkalk-Hügellandes der Baar speisen und die zusammen zwischen 400 und 1000 l/s schütten.
Die Donaubachquelle galt mindestens seit dem 15. Jahrhundert als Donauquelle (Hartmann Schedel in seiner Weltchronik von 1493); es gibt aber auch Hinweise, dass dies schon zu römischer Zeit so war (Plinius der Ältere in Naturalis Historia), wo sie am Rand des dauerhaft besiedelten Gebietes lag. In der ältesten kartographischen Darstellung aus dem Jahre 1538 von Sebastian Münster ist die Donaubachquelle mit ihrem damals rechteckigen, rund 8 × 6 m messenden Quellbecken signaturhaft verzeichnet.
Vor 1828, nachdem das Schloss infolge eines Brandes im Jahr 1821 umgebaut worden war, bestand eine viereckige Fassung um die Quelle. Nun wurde eine einfache runde Einfassung errichtet und das Bächlein unterirdisch auf direktem Weg in die Brigach geleitet, während es zuvor offen über den Schlosshof geflossen war. 1875 wurde die Quelle des Donaubachs nach Plänen von Adolf Weinbrenner als kreisrundes Quellbecken gestaltet und mit Ornamenten von Franz Xaver Reich verziert. Ebenfalls von Reich stammte die Skulptur Die junge Donau als Kind im Schoße der Baar, die dort aufgestellt wurde. 1895 schuf der Künstler Adolf Heer eine Figurengruppe über der Einfassung, die „Mutter Baar“ darstellend, wie sie ihrer „Tochter“, der jungen Donau, den Weg weist. Die Denkmalstiftung Baden-Württemberg ernannte die Anlage zum Denkmal des Monats Juni 2016. Die Reich-Skulptur indes gelangte 1939 als Geschenk von Irma und Egon von Fürstenberg anlässlich deren goldener Hochzeit an die Stadt Donaueschingen. Sie wurde am Donauzusammenfluss aufgestellt.
Die „Donauquelle“ ist eine der touristischen Attraktionen Donaueschingens. Ähnliche symbolische Quellen an tributären Wasserläufen sind die Neckarquelle im Stadtpark von Schwenningen, der Enzbrunnen in Gompelscheuer, die Pegnitzquelle oder die Berkelquelle.

### Vereinigung von Brigach und Breg

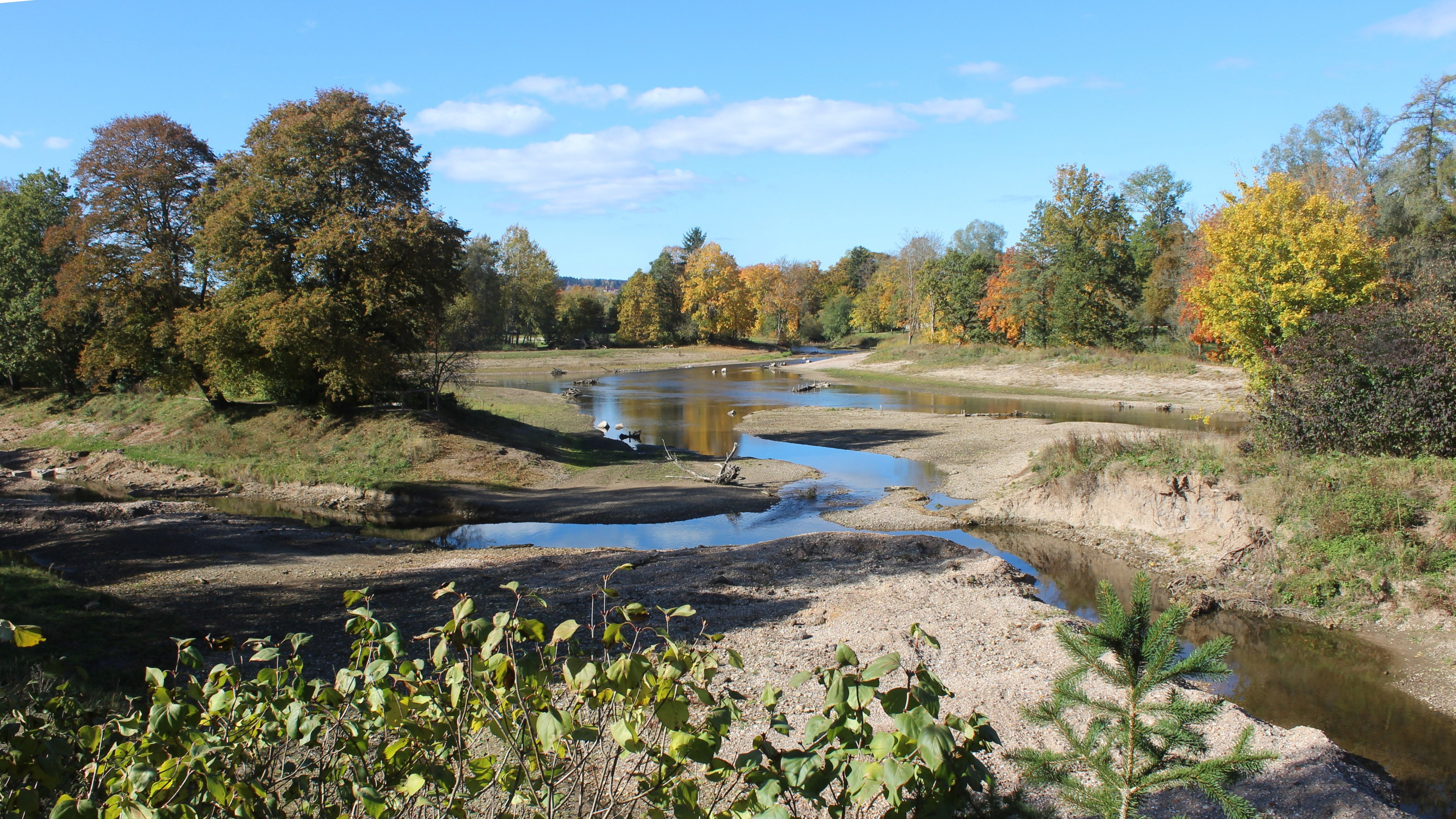
Zusammenfluss von Breg (von links) und Brigach bei Donaueschingen